# Repartycja (ekonomia)
Repartycja (łac. repartitio od re- 'w tył; znów; naprzeciw' i partitio 'podział; rozdział', partiri 'dzielić' od pars dpn. partis 'część') – podział w odpowiednim stosunku wpływów, dochodów, wydatków, opłat, podatków.